# همین‌گونه بمان
همین‌گونه بمان (ایتالیایی: Così come sei) یک فیلم درام اروتیک به کارگردانی آلبرتو لاتوادا محصول سال ۱۹۷۸ است. از بازیگران آن می‌توان به ناستاسیا کینسکی، آنیا پیرونی،  باربارا دِ روسی و مارچلو ماسترویانی اشاره کرد.
نقش‌آفرینی شادابِ ناستاسیا کینسکی که در آن زمان نوجوانی ۱۷ ساله بود مورد تمجید منتقدان سینما قرار گرفت و نمایش برهنگی‌هایش نیز، جنجال‌هایی برانگیخت.